# البهیتا
ال بهیتاه یک منطقهٔ مسکونی در یمن است که در استان ابین واقع شده‌است.